# Пирго (Мокриево)
Пирго (на македонска литературна норма: Пирго) е късноантична и средновековна наблюдателна и отбранителна кула в струмишкото село Мокриево, Северна Македония.

## Местоположение
Кулата е открита в 2011 година, в склоновете на Беласица, над селото Мокриево при първите археологически проучвания в района.

## Датировка
Според ръководителя на проучванията археолога Зоран Руяк характеристиките на кулата показва датиране в периода IV - VI век, като нейната употреба продължава до XIV век. Кулата е имала голямо значение за защитата на пътните комуникации между Струмица и Сяр и Струмица - Петрич - Мелник. Височината на кулата е била над 10 m и тя осигурява отлично наблюдение на пътищата, както и отлична визуална връзка с Цареви кули. Вероятно е играла някаква роля в разигралата се в Ключката клисура Беласишка битка от 1014 година. Открита е керамика от XIV век.
- Надпис за Беласишката битка
- Старият явор на Пирго
- Поглед към местността
- Остатъци от кулата